# Friedrich Koch (Maler)
Friedrich Koch (geboren 25. Dezember 1859 in Kappeln; gestorben 13. Januar 1947 in Großenwieden) war ein deutscher Kunstmaler. Er trat vor allem durch die Ausmalung zahlreicher Gebäude hervor, darunter als Kirchenmaler für 30 Kirchen. Zudem wirkte er als Illustrator und Restaurator.

## Leben und Wirken
Friedrich Koch besuchte die Gewerbeschule Hannover und war im letzten Fünftel des 19. Jahrhunderts zwischen 1881 und 1899 mehrfach und mit Unterbrechungen mit Wohnsitz in Hannover gemeldet. In diesem Zeitraum war er 1883 bis 1885 und erneut 1887 an der Technischen Hochschule Hannover für die Fächer Aktzeichnen und Modellieren immatrikuliert. 1883 bis 1886 war er Schüler des Hofmalers Friedrich Kaulbach.
Ab 1886 wirkte Koch als selbständiger Kirchenmaler in Hannover. Dort malte er in Zusammenarbeit mit dem Architekten Eduard Wendebourg zahlreiche Privathäuser und Kirchen aus, insgesamt rund 30 von Wendebourg errichtete Kirchen im Zeitraum von 1902 bis 1915.
Koch heiratete Alwine; ein Datum der Hochzeit ließ sich bisher nicht ermitteln.
Von 1895 bis 1908 verzeichnete das Adreßbuch, Stadt und Geschäfts-Handbuch der Königlichen Haupt- und Residenzstadt Hannover und der Stadt Linden Friedrich Koch als Kunstmaler, der in der Firma Koch & Wiederhold mit Sitz im Hause Königstraße 53 tätig war.

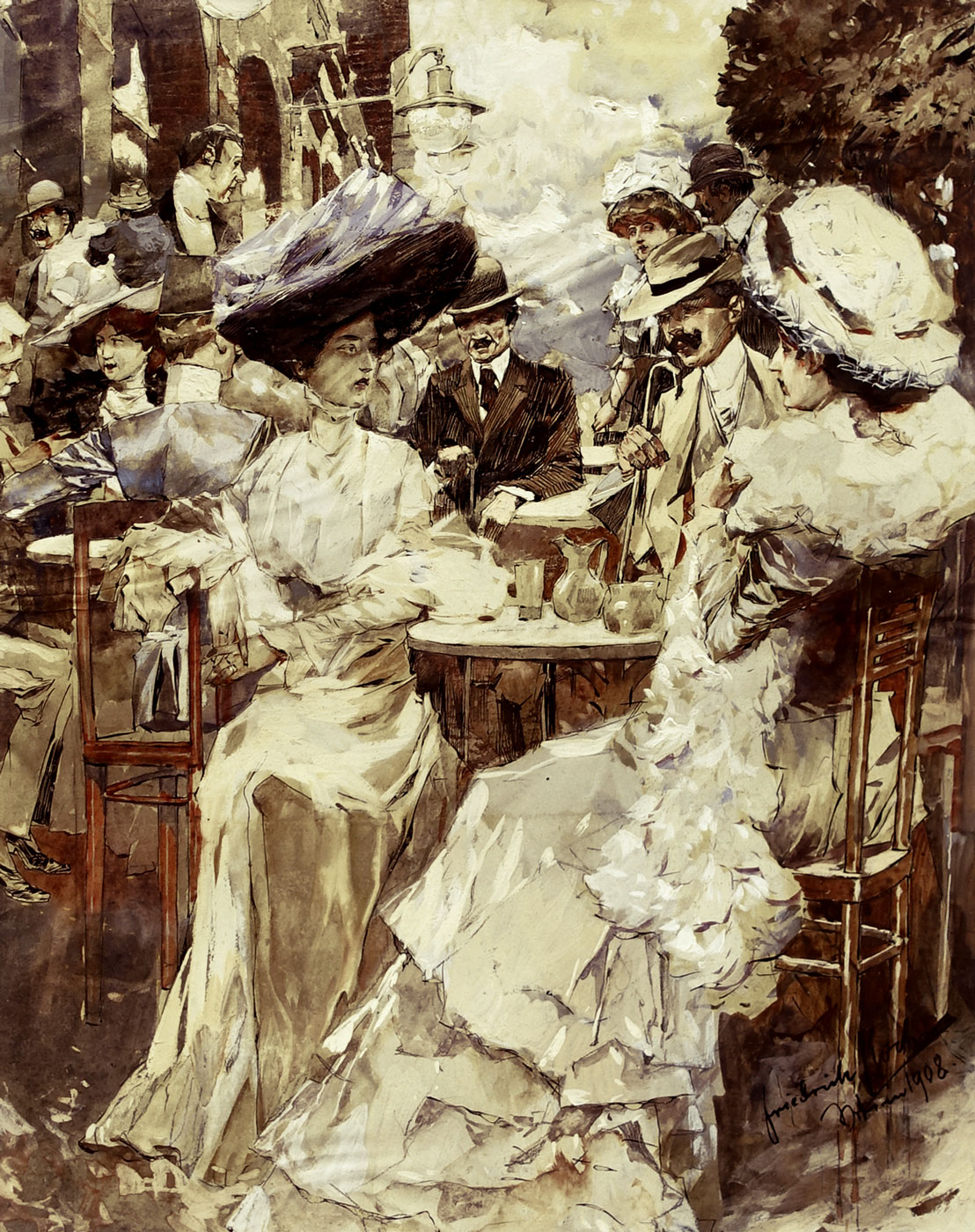
„Das Straßencafé“;
1908 von Koch signiert und datiert

Am 27. April 1900 wurde Koch, ähnlich auch sein Freund Carl Wiederhold, als Altgeselle in der von Conrad Wilhelm Hase gegründeten Bauhütte zum weißen Blatt in Hannover aufgenommen, der bereits Gustav Schönermark angehörte. 1905 wurden Koch und Wiederhold zu Ehrenmitgliedern der Bauhütte ernannt. Die beiden Freunde wohnten von 1901 bis 1916 und möglicherweise darüber hinaus im selben Haus in Hannover, zeitweilig in der Emilienstraße 2 II – die Straße wurde später in Wildermuthweg umbenannt – seit 1910 in der Ostermannstraße 9. Trotz seines Schaffens war Koch „Nichtmitglied“ der Allgemeinen Deutsche Kunstgenossenschaft (A.d.K.G.).
Insbesondere in den 1910er Jahren arbeitete Koch erfolgreich als Illustrator. Nach dem Ersten Weltkrieg schuf er zwischen 1919 und 1921 zahlreiche Linoleumschnitte.
In den 1920er Jahren wurde Koch freischaffend für das preußische Provinzialmuseum Hannover tätig. Zur Vorbereitung auf diese Tätigkeit besuchte er eine sechs Wochen andauernde Kurzausbildung in der Restaurierungs-Werkstatt der Berliner Museen bei dem Hofmaler und Restaurator Alois Hauser. Im Museumsauftrag restaurierte Koch schließlich zahlreiche Holzbildwerke und Gemälde.
1930 wurde Koch zum Ehrenmitglied der hannoverschen Bauhütte zum weißen Blatt ernannt.
1936 schied Koch aus dem Museumsdienst aus.
Mitten im Zweiten Weltkrieg verzog Friedrich Koch 1941 nach Großenwieden. Er war ein Schwager des Bückeburger Hof-Malermeisters Carl Schramm. Dessen Töchter Anna und Carla nahmen – nachdem durch die Luftangriffe auf Hannover 1943 das Atelier und die Wohnung Wiederholds zerstört worden waren – den Maler Wiederhold in ihrem Haus in der Trompeterstraße 28 in Bückeburg auf.
Zu Kochs Schülern gehörte Ferdy Horrmeyer. Sein Nachlass der Jahre 1886–1923 wird im Landeskirchlichen Archiv Hannover unter N 117 aufbewahrt.

## Werke (Auswahl)
Neben der Ausmalung zahlreicher Villen und Schlösser sind insbesondere folgende Arbeiten Kochs bekannt:
- 1894–1895: Ausmalung der Kirche St. Alexander in Willershausen[2]
- 1899–1901: Ausmalung des Hauses Mohrmann in Hannover[2]
- 1901: auf Leinen gemalter Fries im Versammlungsraum der Bauhütte zum weißen Blatt[2]
- 1902: Entwurf eines Grabdenkmals im Rahmen eines Wettbewerbes der Bauhütte zum weißen Blatt[2]
- 1902: Kirche von Wendebourg in Rheden[2]
- 1903: Kirche von Wendebourg in Wrisbergholzen[2]
- 1903: Kirche von Wendebourg in Moringen[2]
- 1903: Gestaltung der 1903 von der Bauhütte zum weißen Blatt verliehenen Ernennungsurkunde zum Altgesellen Friedrich Schönermark[2]
- 1903–1904: Wandmalereien in der Michaeliskirche in Ronnenberg[2]
- wohl um 1903–1904: Wandmalereien in der Barthalomäuskapelle in der Marienburg im seinerzeitigen Westpreußen[2]
- 1905: Restaurierung des Altars in der St.-Johannes-Kirche in Dahlenburg, Kreis Bleckede;[2] die Predella ist erhalten[3]
- 1905: Kirche von Wendebourg in Wahrenholz[2]
- 1905: Kirche von Wendebourg in Scharzfeld[2]
- 1907: Kirche von Wendebourg in Hannover-Kirchrode[2]
- 1907: St.-Pankratius-Kirche in Hattorf[2]
- 1907: Restaurierung der Wandmalereien im Chor der Kirche in Mandelsloh bei Neustadt am Rübenberge;[2] die in St. Osdag verwendeten Bindemittel erwiesen sich jedoch als minderwertig erwiesen und sind nicht erhalten[4]
- ohne Datum: Wandmalereien –  möglicherweise eine Restaurierung – in der Kirche von Riede[2]
- 1908: Kirche von Wendebourg in Bispingen[2]
- 1908: Entwurf für die Kirche von Wendebourg in Bennigsen[2]
- 1908: Ausmalung der von Wendebourg entworfenen Johanniskirche in Soltau[2]
- 1909: Ausmalung der von Wendebourg entworfenen Kirche in Ronnenberg[2]
- 1909: Friedhofskapelle von Wendebourg in Burgdorf[2]
- 1909: Wendebourgs Kapelle in Riessen[2]
- 1909: Wendebourgs Kapelle in Asendorf[2]
- 1910: Ausmalung der von Wendebourg entworfenen Kapelle in Bodenwerder[2]
- 1910: Ausmalung von Wendebourgs Kapelle in Apensen[2]
- 1910: Ausmalung von Wendebourgs Kapelle in Hannover-Limmer[2]
- 1911: Ausmalung von Wendebourgs Sakralbau in Wülfel;[2] die Matthäikirche wurde jedoch 1943 durch eine Bombe zerstört[5]
- 1911: Ausmalung der Lutherkirche in Soltau;[2] die Arbeiten wurden jedoch 1958 bei einer Innenrenovierung beseitigt[6]
- zwischen 1911 und 1913: Ausmalung der Kirche in Deiensen[2]
- 1912: Kirche in Römstedt[2]
- 1913: Kirche in Hoyel[2]
- 1913: Kirche in Salzderhelden[2]
- 1913: Kirche in Wittingen[2]
- 1914: Egestorf am Deister bei Barsinghausen[2]
- 1914: Binnen[2]
- 1914: Laatzen[2]
- 1915: Kapelle in Rethen[2]

Kochs Malereien in St. Alexander in Willershausen (Kalefeld) sind erhalten.